# Brasilicereus
Brasilicereus ist eine Pflanzengattung aus der Familie der Kakteengewächse (Cactaceae). Der botanische Name der Gattung leitet sich von Brasilien ab und bedeutet Brasilianischer Cereus.

## Beschreibung
Die Arten der Gattung Brasilicereus wachsen strauchig mit aufrechten, manchmal schiefen Trieben, die nur selten verzweigen und eine Wuchshöhe zwischen 1 und 4 Metern erreichen. Die schlanken Triebe haben einen Durchmesser von bis zu 2,5 Zentimeter. Die 3 bis 5 Rippen sind flach oder schmal. Die aus den mit grauer oder weißer Wolle bedeckten Areolen entspringenden weißlichen bis gräulich-braunen Dornen sind nadelartig und spröde. Die ein bis vier Mitteldornen sind bis zu 4 Zentimeter, die 10 bis 18 Randdornen 0,5 bis 1,5 Zentimeter lang.
Die kurzröhrigen bis glockenförmigen Blüten öffnen sich in der Nacht. Ihr Blütenbecher und die Blütenröhre sind mit auffallend fleischigen Schuppen besetzt, wobei die Areolen kahl sind.
Die mattgrünen bis purpurnen, nicht aufreißenden Früchte sind kugel- bis birnenförmig und besitzen einen ausdauernden Blütenrest.

## Systematik und Verbreitung
Die Arten der Gattung Brasilicereus sind im Osten Brasiliens verbreitet.
Die Erstbeschreibung der Gattung erfolgte 1938 durch Curt Backeberg. Die Typusart der Gattung ist Brasilicereus phaeacanthus. 

### Systematik nach N.Korotkova et al. (2021)
Die Gattung umfasst folgenden Arten:
- Brasilicereus estevesii (Hofacker & P.J.Braun) N.P.Taylor & M.Machado
- Brasilicereus markgrafii Backeb. & Voll
- Brasilicereus phaeacanthus (Gürke) Backeb.

### Systematik nach E.F.Anderson/Eggli (2005)
Zur Gattung gehören die beiden Arten:
- Brasilicereus markgrafii Backeb. & Voll
- Brasilicereus phaeacanthus (Gürke) Backeb.

## Nachweise

## Weiterführende Literatur
- Root Gorelick: Brasilicereus, Cipocereus, and Pilosocereus in Eastern Brazil. In: Cactus and Succulent Journal. Band 81, Nummer 3, 2009, S. 126–137 (doi:10.2985/015.081.0306).
- Patricia Soffiatti, Veronica Angyalossy: Anatomy of Brazilian Cereeae (subfamily Cactoideae, Cactaceae): Arrojadoa Britton & Rose, Stephanocereus A. Berger and Brasilicereus Backeberg. In: Acta Botanica Brasilica. Band 21, Nummer 4, 2007, S. 813–822 (doi:10.1590/S0102-33062007000400006).